# Hokksund Station
Hokksund Station (Hokksund stasjon) er en jernbanestation på Randsfjordbanen og Sørlandsbanen, der ligger i byen Hokksund i Øvre Eiker kommune i Norge. Stationen består af flere spor, to perroner og en stationsbygning, der er opført tegninger af Paul Due. Stationen er bemandet gennem en aftale mellem Bane Nor og kommunen, der giver adgang til ventesal og toiletter samt almindeligt opsyn med stationen.
Stationen blev åbnet 15. november 1866, da Randsfjordbanen stod færdig. Jernbanen gav arbejde til mange og var også vigtig for udviklingen af det lokale erhvervsliv. Flere virksomheder fik således anlagt sidespor ind på deres grunde. Efter anlæggelsen af Sørlandsbanen fra 1920 indgår strækningen Drammen-Hokksund-Kongsberg i denne, sådan at Randsfjordbanen anses for at have sit udgangspunkt i Hokksund. I dag er det kun strækningen Hokksund-Hønefoss på denne bane, der har regulær trafik i form af togene Oslo-Bergen. De benytter Randsfjordbanen, selv om Roa-Hønefossbanen er kortere.
Stationen betjenes af en del af fjerntogene på Bergensbanen og Sørlandsbanen samt af lokaltog mellem Kongsberg og Eidsvoll. Lokaltogene mellem Hokksund og Hønefoss blev indstillet i slutningen af 2004.
Den første stationsbygning blev opført efter tegninger af Georg Andreas Bull i 1864. Den brændte 17. december 1895, og efterfølgende opførtes den nuværende stationsbygning efter tegninger af Paul Due i 1898. Bygningen er i klassicistisk stil med symmetrisk opbygning med et fremhævet midterparti og to lavere sidefløje. Bygningen er forholdsvis godt bevaret, om end nogle døre er blevet flyttet og erstattet af vinduer. Den blev fredet i 2002.